# Colonne
Colonne – miejscowość i gmina we Francji, w regionie Burgundia-Franche-Comté, w departamencie Jura.
Według danych na rok 1990 gminę zamieszkiwało 235 osób, a gęstość zaludnienia wynosiła 21 osób/km² (wśród 1786 gmin Franche-Comté Colonne plasuje się na 512. miejscu pod względem liczby ludności, natomiast pod względem powierzchni na miejscu 371.).